# Krakersrellen
Krakersrellen hebben zich in Nederland vanaf het midden van de jaren zeventig en tachtig voorgedaan in het centrum van Amsterdam en een aantal andere Nederlandse steden. Aanvankelijk beperkten de conflicten zich tot incidentele vechtpartijen tussen krakers enerzijds en slopers of knokploegen van eigenaren van de gekraakte panden anderzijds. De overheid raakte door haar plicht om ontruimingen uit te voeren steeds meer bij de conflicten betrokken en werd uiteindelijk de belangrijkste opponent van de militanten binnen de kraakbeweging.

## Aanvang en hoogtepunt

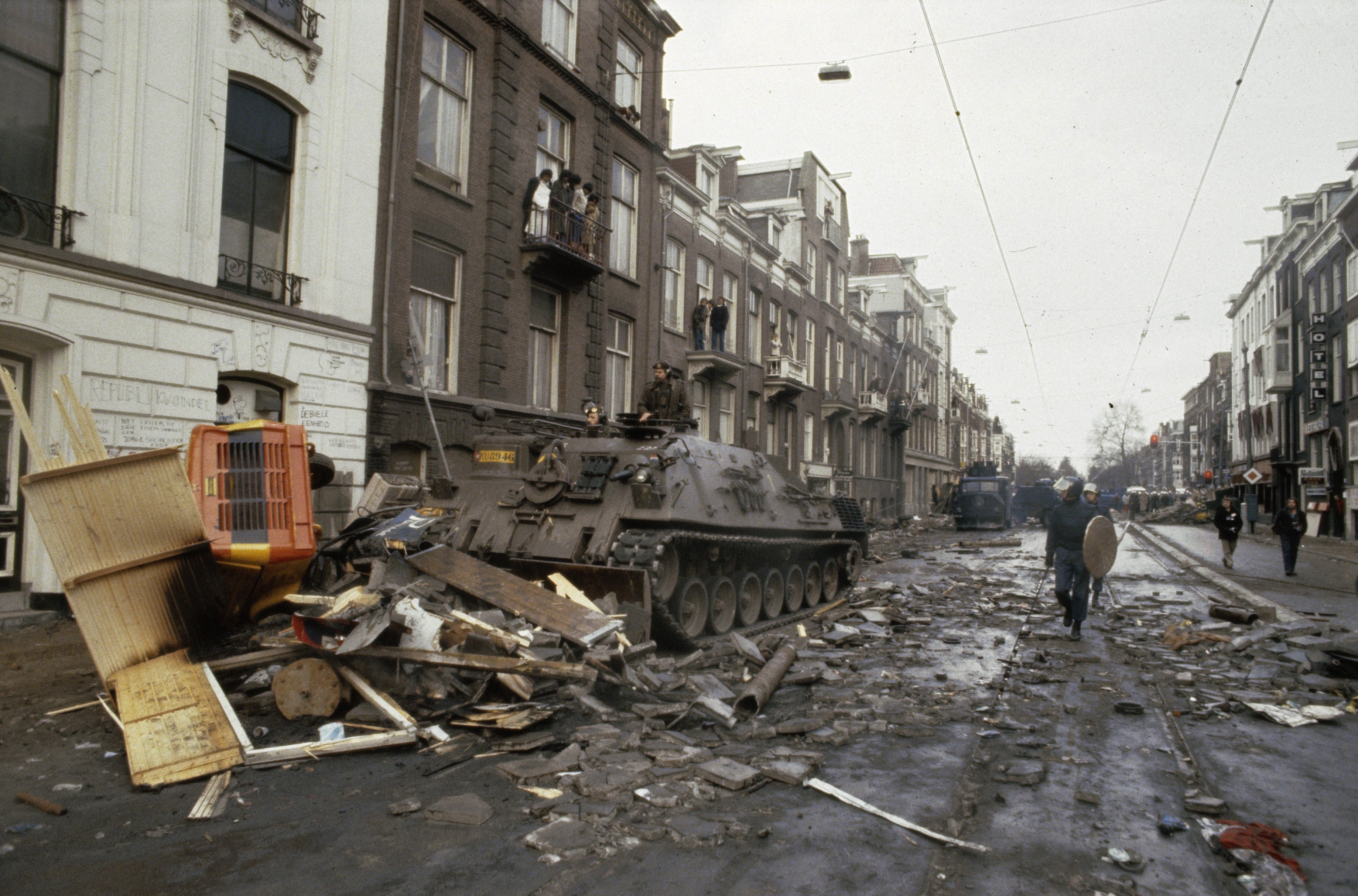
Leopard 1 genietank in de Eerste Constantijn Huygensstraat (hoek Vondelstraat) op 3 maart 1980 tijdens de eerste grote krakersrel.

De spanningen tussen linkse activisten en de gevestigde orde binnen de Nederlandse samenleving liepen aan het eind van de jaren 70 op. Het aantal kraakacties nam in de laatste jaren van dit decennium explosief toe evenals het aantal ontruimingsbevelen dat de rechter tegen de krakers uitsprak. De maatschappelijke onrust en de politieke polarisatie binnen de samenleving namen toe waardoor het vanaf februari 1980 tot een reeks grootschalige geweldsuitbarstingen kwam.
- Voorjaar 1975: Nieuwmarktrellen in Amsterdam tegen sloop van panden in de Nieuwmarktbuurt ten behoeve van de aanleg van de metro.
- 1979 - 29 oktober: Ontruimingsvonnis voor het krakersbolwerk de Groote Keijser in Amsterdam.
- 1979 - 19 december: Bezetting van de raadszaal van de Gemeente Amsterdam als protest tegen het besluit om het kraakpand de Groote Keijser te ontruimen.[2]
- 1980 - 29 februari t/m 3 maart: Begin van de periode van heftige krakersrellen. In de Vondelstraat in Amsterdam probeerde de politie na het kraken van het eerder ontruimde pand op nummer 72, op de hoek met de Constantijn Huygensstraat, direct tot ontruiming over te gaan. De ME van de politie werd door een overmacht van krakers verpletterend verslagen met 53 gewonden aan de kant van de politie als gevolg. Om de barricades te doorbreken werden op 3 maart pantservoertuigen van de genie ingezet, waarna de krakers en hun sympathisanten het uiteindelijk aflegden tegen de mobiele eenheid.[3][4][5][6]
- 1980 - 30 april: Kroningsoproer onder de leuze "Geen woning, geen kroning" tijdens de troonopvolging met inhuldiging van koningin Beatrix in Amsterdam. Een groot deel van het stadscentrum veranderde in een slagveld en er braken relletjes en opstootjes uit in een aantal andere steden.[7]
- 1980 - 19 augustus: Rellen bij de ontruiming van kraakpanden aan de Prins Hendrikkade in Amsterdam.
- 1980 - 8 september: De derde ontruiming van kraakpand De Vogelstruys in Amsterdam had grote rellen tot gevolg.
- 1980 - 2 december: Rellen bij de ontruiming van kraakpand De Grote Wetering in Amsterdam.
- 1981 - 23 februari: Piersonrellen bij de ontruiming van een bolwerk van 14 panden en het pakhuis "De Eenhoorn" in de Piersonstraat in Nijmegen. De gemeente wilde in het gebied een parkeergarage voor 200 auto's bouwen.
- 1981 - 29 mei: Rellen rond de kraak van het pand aan Oudegracht 245 en de vestiging van poppodium Tivoli in Utrecht.
- 1982 - 11 oktober: Hevige rellen bij de ontruiming van kraakpand de Lucky Luyk in Amsterdam waarbij ook een tram volledig uitbrandde. Deze ontruiming ging gepaard met het uitroepen van de noodtoestand en een hard optreden van de politie door een groot deel van de stad. Er werden door het hele centrum van Amsterdam preventief arrestaties verricht waarbij ook mensen opgepakt werden die niets met de kraakbeweging of de rellen te maken hadden.[8]

## Keerpunt

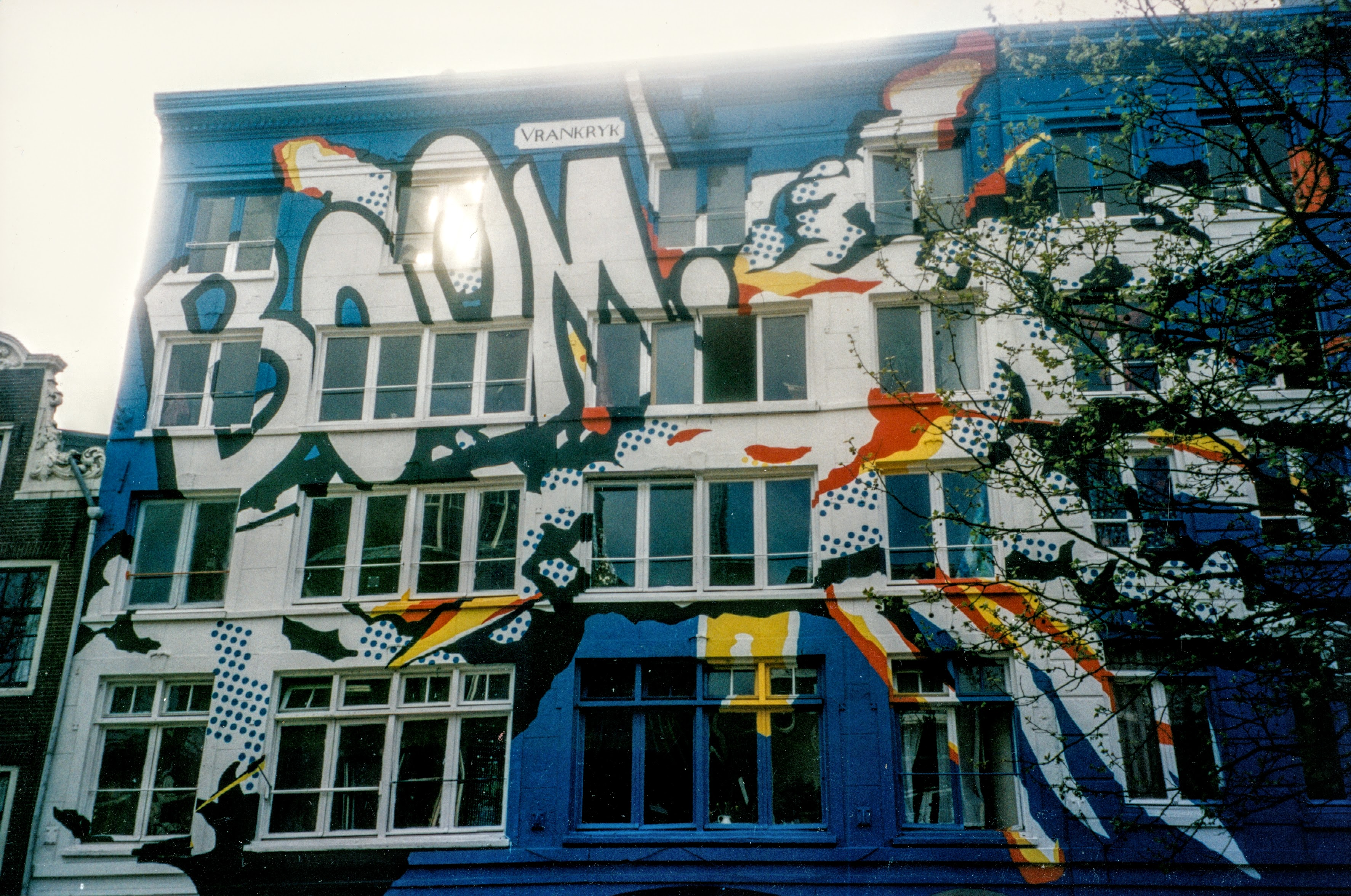
Voorgevel van het activistische krakersbolwerk Vrankrijk in de Spuistraat in Amsterdam (foto uit 2001).

Als gevolg van de gebeurtenissen tijdens deze laatste rellen veranderden de verhoudingen binnen en tussen verschillende groeperingen. Bij de rellen rond de Lucky Luyk ging een tramstel in vlammen op en werd veel geweld gebruikt waardoor de sympathie onder de bevolking voor de militante groepen binnen de kraakbeweging sterk afnam. Het geduld voor militante krakers van de gevestigde orde in de politiek en bij de overheid raakte op, omdat de gewelddadige acties aanhielden, terwijl de overheid de krakers voor een deel tegemoetgekomen was. De overheid spande zich in om de woningnood onder jongeren te verminderen door de bouw van tienduizenden Van Dam eenheden. Aanvankelijk zetten de harde confrontaties zich voort, maar na verloop van tijd begon het aantal gewelddadige incidenten af te nemen.
- 1984 - 14 februari: Rellen bij de ontruiming van het Wijers Complex aan de Nieuwezijds Voorburgwal in Amsterdam.[9]
- 1984 - 8 juni: Hevige rellen bij de ontruiming van kraakpand Het Bolwerk in de Ferdinand Bolstraat in Amsterdam gingen gepaard met plunderingen.[10]
- 1984 - 23 oktober: Rellen bij de ontruiming van Singel 114 in Amsterdam.
- 1985 - 24 oktober: Rellen na ontruiming en herkraak van panden in de Staatsliedenbuurt in Amsterdam waarbij de kraker Hans Kok in een politiecel belandde en overleed.
- 1987 - 19 januari: Ontruiming van de Mariënburcht in Nijmegen. De aangehouden krakers werden als lid van een criminele organisatie veroordeeld voor het aanrichten van vernielingen.
- 1987 - 7 april: Rellen bij de ontruiming van Singel 114 in Amsterdam.
- 1988 - 18 juli: Krakers staken met veel pyrotechnisch vernuft op spectaculaire wijze een kraakpand aan de Conradstraat in Amsterdam in brand in afwachting van de ontruiming door de ME.
- 1989 - 20 november: Rellen bij de ontruiming van twee kraakpanden in de Tesselschadestraat in Amsterdam.
- 1990 - 26 mei: Ontruiming van het Wolters-Noordhoff Complex in Groningen ontaardde in een veldslag.[11][12]
- 1992 - 30 maart: Rellen rond de 7e ontruiming van een kraakpand aan de Ceintuurbaan 85 in Amsterdam.
- 1996 - 3 mei: Rel met krakers tegen de politie over een inval bij de redactie van het blad Ravage.[13]
- 1997 - 14 juni: Vanuit kraakpand Vrankrijk werden protesten tegen de Eurotop in Amsterdam georganiseerd die op rellen uitliepen.[14]
- 2003 - 3 oktober: Rel rond de ontruiming van kraakpand De Blauwe Aanslag in Den Haag'.[15]
- 2010 - 1 oktober: Relletjes in Amsterdam naar aanleiding van de invoering van het kraakverbod en de kraak van een pand aan de Spuistraat door Zwart Blok.[16][17][18]
- 2010 - 2 oktober: Relletjes op de zaterdagmiddag rond het Joris Ivensplein en het Kronenburgerpark in Nijmegen.[19][20]
- 2015 - 25 maart: Rellen tijdens "een ouderwetse Amsterdamse ontruiming" van een aantal kraakpanden in de Spuistraat in Amsterdam.[21][22][23]

De publieke belangstelling voor de acties van de kraakbeweging begon in de jaren negentig af te nemen.
Rond 1983 is de antikraak uit het overleg en de samenwerking tussen verschillende partijen voortgekomen. Kraken en herkraken kon door antikraak moeilijk of praktisch onmogelijk gemaakt worden.

## Verzet

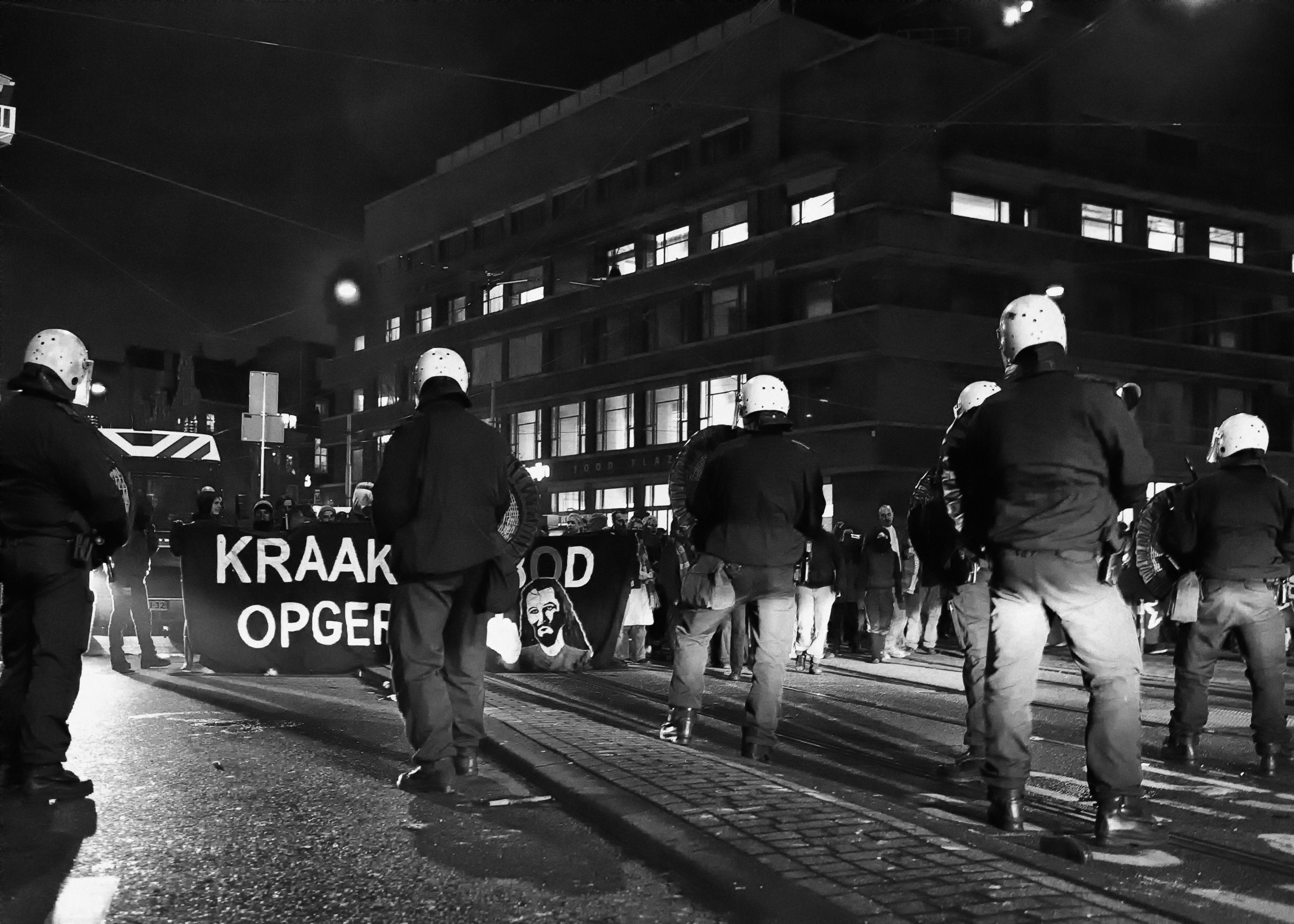
Kraak het Paleis! Stop het kraakverbod'.
De krakers hadden op 1 december 2009 aangekondigd als protest het Koninklijk Paleis op de Dam te willen kraken voordat koningin Beatrix een handtekening onder het kraakverbod zou kunnen zetten.

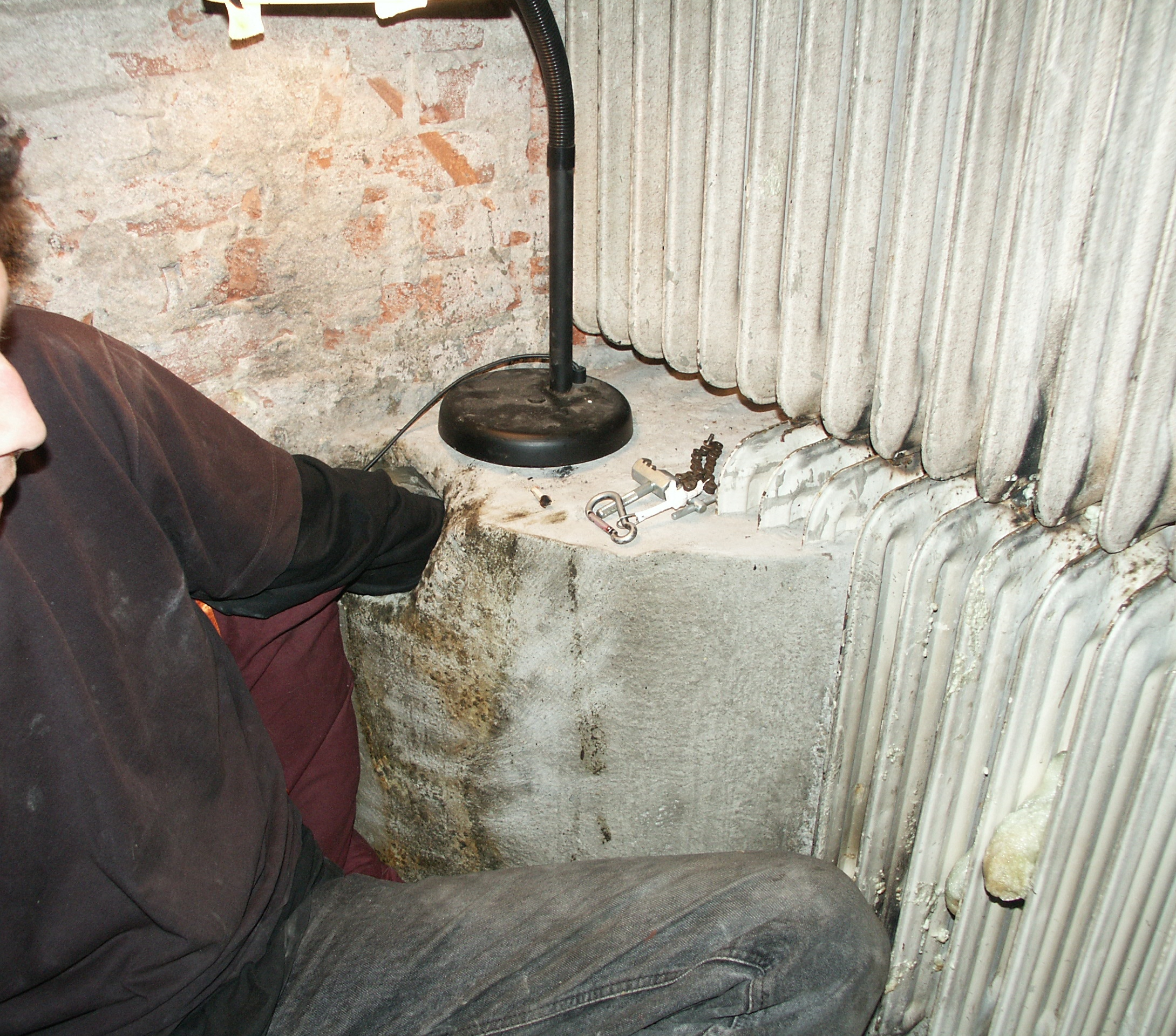
Demonstratie van een lockon waarmee krakers zich vastketenen. Utrecht, 2005.

Naast gewelddadige acties werden door krakers vaker geweldloze acties gevoerd om ontruimingen tegen te gaan. Het was de bedoeling om tijdens de ontruiming een grote politiemacht op de been te brengen en de ME zo lang mogelijk bezig te houden om de kosten van de ontruimingsactie op te jagen en zodoende het ontruimingsbeleid te frustreren. Onder de toegepaste methoden vielen het barricaderen van de panden en het vastketenen van activisten aan objecten. De politie moest gespecialiseerde BraTra eenheden inzetten om bij deze ontruimingen assisteren. Na ontruiming werd regelmatig overgegaan tot herkraak. De tegenpartij ging in het geval van een geplande sloop vaak direct over tot het slopen of het onbewoonbaar of onbruikbaar maken van het pand.
- 1993 - Ontruiming kraakpanden aan de Nieuwezijds Kolk.[24]
- 1997 - 2 mei Geweldloos verzet tegen de ontruiming van Villa Omval in Amsterdam.[25]
- 1997 - 7 oktober: Geweldloos verzet door actiegroep GroenFront! tegen de moeizame ontruiming van Groenoord, het voormalige kunstenaarsdorp Ruigoord bij Amsterdam.[26][27]
- 2000 - 31 oktober: 2 uur durend verzet met vuurwerk na een lang afscheidsfeest voorafgaand aan de ontruiming van de Kalenderpanden aan het Entrepotdok in Amsterdam.[28][29][30]
- 2005 - 14 april: De ontruiming van een pand aan het Vredenburg in Utrecht duurde ruim zes uur, doordat krakers zich vast hadden geketend en vanaf het dak met verfbommen gooiden.[31]
- 2006 - 7 november: Verzet tegen de ontruiming van Fort Pannerden en herkraak op 25 november 2006.[32]
- 2008 - 16 mei: Verzet tegen de ontruiming van Vrijplaats de Lastpost in Nijmegen.[33]
- 2008 - september: Verzet tegen de ontruiming van cultureel centrum 't Vrijhof in Breda.[34]
- 2009 - 8 januari: Verzet tegen ontruiming van gekraakte sloopflat in Breda.[35]
- 2010 - 26 februari: Verzet en acties tegen de ontruiming van Vrijplaats Koppenhinksteeg in Leiden na langdurig juridisch getouwtrek.[36]

Na de eeuwwisseling verdween de kraakbeweging naar de achtergrond. De conservatieve stromingen in de politiek wisten in 2009 en 2010 een wettelijk verbod op kraken in de Eerste en Tweede Kamer aangenomen te krijgen. Sindsdien proberen krakersgroepen ontruimingen met juridische middelen tegen te gaan. In Amsterdam zouden volgens deze wet vanaf 2010 ongeveer 300 tot 400 panden ontruimd moeten worden. Verschillende gemeentebesturen hebben laten weten bedenkingen tegen deze wet te hebben en om uiteenlopende redenen geen hoge prioriteit aan de uitvoering van deze wet te geven.